# Place Marcel-Achard
La place Marcel-Achard est une voie située dans le quartier du Combat du 19e arrondissement de Paris en France.

## Situation et accès
La place Marcel Achard relie la rue Rébeval entre les numéros 10 et 12 à la rue Hector Guimard et la place Jean Rostand. 

## Origine du nom
Elle porte le nom de l'auteur dramatique et scénariste français Marcel Achard (1899-1974), qui fut membre de l'Académie française.

## Historique
La voie est créée, par la ville de Paris dans les années 1980, dans le cadre de l'aménagement de la ZAC Rébeval sous le nom provisoire de « voie BR/19 » et prend sa dénomination actuelle par un arrêté municipal du 26 novembre 1984.

## Bâtiments remarquables et lieux de mémoire
Scultpture de bronze sur socle de béton : Uranus, œuvre d'Etienne Hajdu réalisée en 1985.